# Cantonul Bar-sur-Aube
Cantonul Bar-sur-Aube este un canton din arondismentul Bar-sur-Aube, departamentul Aube, regiunea Champagne-Ardenne, Franța.

## Comune
| Comune                    | Populație (1999) | Cod poștal | Cod INSEE |
| ------------------------- | ---------------- | ---------- | --------- |
| Ailleville                | 270              | 10200      | 10002     |
| Arconville                | 122              | 10200      | 10007     |
| Arrentières               | 211              | 10200      | 10011     |
| Arsonval                  | 330              | 10200      | 10012     |
| Baroville                 | 345              | 10200      | 10032     |
| Bar-sur-Aube              | 5 510            | 10200      | 10033     |
| Bayel                     | 860              | 10310      | 10035     |
| Bergères                  | 116              | 10200      | 10039     |
| Champignol-lez-Mondeville | 335              | 10200      | 10076     |
| Colombé-le-Sec            | 142              | 10200      | 10103     |
| Couvignon                 | 241              | 10200      | 10113     |
| Engente                   | 45               | 10200      | 10137     |
| Fontaine                  | 298              | 10200      | 10150     |
| Jaucourt                  | 181              | 10200      | 10176     |
| Juvancourt                | 161              | 10310      | 10182     |
| Lignol-le-Château         | 206              | 10200      | 10197     |
| Longchamp-sur-Aujon       | 417              | 10310      | 10203     |
| Montier-en-l'Isle         | 208              | 10200      | 10250     |
| Proverville               | 273              | 10200      | 10306     |
| Rouvres-les-Vignes        | 127              | 10200      | 10330     |
| Urville                   | 150              | 10200      | 10390     |
| Ville-sous-la-Ferté       | 1 333            | 10310      | 10426     |
| Voigny                    | 192              | 10200      | 10440     |